# هال س. كيرن
هال س. كيرن (بالإنجليزية: Hal C. Kern)‏ هو مونتير أمريكي، ولد في 14 يوليو 1894 في أناكوندا في الولايات المتحدة، وتوفي في 24 فبراير 1985 في لوس أنجلوس في الولايات المتحدة.

## وصلات خارجية
- هال س. كيرن على موقع IMDb (الإنجليزية)
- هال س. كيرن على موقع ألو سيني (الفرنسية)
- هال س. كيرن على موقع أول موفي (الإنجليزية)
- هال س. كيرن على موقع قاعدة بيانات الأفلام السويدية (السويدية)
- هال س. كيرن على موقع قاعدة بيانات الفيلم (الإنجليزية)
- هال س. كيرن على موقع كينوبويسك (الروسية)